# Хинтервайденталь
Хинтервайденталь (нем. Hinterweidenthal) — община в Германии, в земле Рейнланд-Пфальц. 
Входит в состав района Юго-западный Пфальц. Подчиняется управлению Хауэнштайн.  Население составляет 1619 человек (на 31 декабря 2010 года). Занимает площадь 16,90 км².

## Достопримечательности
В Хинтервайдентале находится памятник природы  так называемый Чёртов стол. Представляет собой необычное грибообразное скальное образование высотой 14 метров.